# Ioan Gottlieb
Ioan Gottlieb (n. 21 ianuarie 1929, Baia Mare – d. 2 septembrie 2011, Iași) a fost un fizician român, evreu transilvănean de origine austriacă, profesor universitar la Universitatea „Alexandru Ioan Cuza” din Iași.

## Biografie
La nașterea lui Ioan Gottlieb, Baia Mare a aparținut României, în perioada 1940–1944  Ungariei, iar din 1944 a revenit României.  Familia sa vorbea acasă maghiara și germana. A absolvit școala primară română. Ca evreu, în anul 1944 este internat împreună cu familia la Auschwitz, apoi la Mauthausen și Melk. Este supus unor munci grele și maltratărilor, îndură foamea și frigul. La Melk face parte din grupul de nefericiți, care încarcă în camioane cadavrele ce urmează a fi transportate la Mauthausen.  După pierderea tatălui în lagăr, este eliberat la 5 mai 1945 de către americani, care îl hrănesc artificial, salvându-i, astfel, viața. La 14 iulie 1945 este din nou la Baia Mare. Ca urmare a condițiilor de trai din lagăr a încetat să mai crească de la vârsta de 15 ani.
Studiază fizica la universitatea maghiară din Cluj și își dă doctoratul la Universitatea din Iași. Membru PCR. Urmează toate treptele carierei didactice de la asistent, conferențiar, până la profesor doctor-docent și șef de catedră (fizică teoretică) a Universității din Iași.  A fost unul din doi șefi de doctorate în domeniul fizicii teoretice în timpul dictaturii lui Ceaușescu. Președinte și animator al Societății române de graviție și relativitate generală (SRGRG).

#### Creația științifică și didactică, organizatoric-științifică
A fost discipolul profesorului Teofil Vescan. A avut preocupări în domeniul soluțiilor exacte ale ecuațiilor Einstein, a elaborat și a cercetat teorii alternative celei Einsteiniene, l-au interesat problema conservării energiei în relativitatea generalizată și în cadrul teoriilor  alternative ale gravitației, teoria gravitației cu torsiune, teoria fractalilor.
În anul 1973 a primit vizita profesorului universitar de la Moscova, Arseni Sokolov, președinte al al Comisiei pentru gravitație din cadrul Ministerului Învățămîntului sueprior din URSS.
În anul 1981 a participat împreună cu discipolul său, doctorand Dorian Țațomir la Conferința Internațională de gravitație, care a avut loc la Jena, unde a avut, în afară de comunicări,  întrevederi cu profesorii Ernst Schmutzer din RDG, Academicianul Iacov Zeldovici, prof. Arseni Sokolov și Dr. Iurii Vladimirov, secretarul Comisiei de gravitație din URSS.
Gottlieb a fost unul din doar doi profesori universitari din România, care avea dreptul să conducă doctorate în domeniul gravitației și relativității generale.

## Discipoli
- Cleopatra Mociuțchi-Tomozei
- Gheorghe Maftei (fizician)
- Gheorghe Zet
- Marcel Agop
- Ciprian Dariescu
- Marina- Aura Dariescu
- Camelia Popa
- Marius Piso
- Dumitru Vulcanov
- Radu Murdzek
- Dorian Țațomir
- Sergiu Văcaru
- Daniel Radu (fizician)

ș.a.
Alte informații
- Are o fiică, Daniela, care locuiește în Israel din anul 1990.

## Opera
- Astrophysics Data System
- AMS MR Lookup Arhivat în 12 iunie 2010, la Wayback Machine.
- Zentralblatt Math (au: Gottlieb, I.)
- Biblioteca Congresului SUA
- Biblioteca Națională a României(autor: Gottlieb, Ioan) (lucrări proprii și teze de doctorat ale discipolilor)
- Biblioteca Naională  a Moldovei Arhivat în 3 august 2009, la Wayback Machine. (Nume persoană: Gottlieb, I)